# Radio Tirana 2
Radio Tirana 2 ist das zweite Programm des albanischen Rundfunks Radio Televizioni Shqiptar. Unter dem Motto „Dua muzikë shqip“ (Ich liebe albanische Musik) wird heute auf dem Sender ausschließlich albanische Musik gesendet. Dabei spielt es keine Rolle, ob es traditionelle oder moderne albanische Musik ist. Einzelne Diskussionssendungen richten sich an ein jüngeres Publikum.
Der Sender wurde im Juni 1986 als „Zweites Program von Radio Tirana“ gegründet. Es handelte sich um ein Unterhaltungsprogramm mit viel Musik, kurzen Nachrichten und Reportagen. Im Oktober 2003 wurde das fünfstündige Programm auf eine durchgehende Übertragung ausgeweitet und in Radio Tirana 2 umbenannt. Mit jungen Journalisten und DJs sollten junge Hörer für den öffentlich-rechtlichen Rundfunk Albaniens gewonnen werden. Sein Programm grenzte sich durch einen höheren Musikanteil und eine lockerere Aufbereitung der Nachrichten von dem älteren Sender Radio Tirana 1 ab.
Radio Tirana 2 ist auf der Frequenz 95,8 MHz zu empfangen.